# Spontan process
Inom termodynamiken är en spontan process en process som sker utan någon extern inmatning till systemet. En mer teknisk definition är tidsutvecklingen för ett system där det frigör fri energi och det rör sig till ett lägre, mer termodynamiskt stabilt energitillstånd (närmare termodynamisk jämvikt). Karaktären hos fri energiändring följer den allmänna regeln för termodynamiska mått, där en frigörelse av fri energi från systemet motsvarar en negativ ändring av systemets fria energi och en positiv ändring av den fria energin hos omgivningen.
Beroende på processens natur bestäms den fria energin annorlunda. Gibbs fria energiförändring används till exempel när det gäller processer som uppstår under konstanta tryck- och temperaturförhållanden, medan Helmholtz fria energiförändring används för processer som uppstår under konstanta volym- och temperaturförhållanden. Värdet och till och med tecknet på de båda fria energiförändringarna kan bero på temperatur och tryck eller volym. Eftersom spontana processer kännetecknas av en minskning av systemets fria energi behöver de inte drivas av en extern energikälla.
För fall som berör ett isolerat system där ingen energi utbyts med omgivningen kännetecknas spontana processer av en ökning av entropin.

## Översikt
I allmänhet avgör spontaniteten i en process bara om en process kan inträffa eller inte och ger ingen indikation på om processen kommer att inträffa eller inte. Med andra ord är spontanitet ett nödvändigt, men inte tillräckligt, villkor för att en process faktiskt ska kunna ske. Dessutom innebär spontanitet ingen antydan om hur snabbt som en spontan process kan uppstå.
Som ett exempel är omvandlingen av en diamant till grafit en spontan process vid rumstemperatur och tryck. Trots att den är spontan sker inte denna process eftersom energin för att bryta de starka kol-kolbindningarna är större än frisättningen av fri energi.

## Användning av fri energi för bestämning av spontanitet
För en process som sker vid konstant temperatur och tryck kan spontanitet bestämmas med hjälp av förändringen i Gibbs fria energi, som ges av:
{\displaystyle \Delta G=\Delta H-T\Delta S\,,}
om tecknet på ΔG beror på tecknen på förändringar i entalpi (ΔH) och entropi (ΔS). Tecknet på ΔG ändras från positivt till negativt (eller vice versa) där T = ΔH/ΔS.
I de fall där ΔG är
- negativt, är processen spontan och kan fortsätta i framåtriktad riktning som den är beskriven.
- positivt, är processen icke-spontan som den är beskriven, men kan fortsätta spontant i motsatt riktning.
- noll, är processen i jämvikt, utan någon nettoförändring som sker över tid.

Denna uppsättning regler kan användas för att fastställa fyra distinkta fall genom att undersöka tecknen på ΔS och ΔH.
- När ΔS > 0 och ΔH < 0 är processen alltid spontan som den är beskriven.
- När ΔS < 0 och ΔH > 0 är processen aldrig spontan, men den omvända processen är alltid spontan.
- När ΔS > 0 och ΔH > 0 kommer processen att vara spontan vid höga temperaturer och icke-spontan vid låga temperaturer.
- När ΔS < 0 och ΔH < 0 kommer processen att vara spontan vid låga temperaturer och icke-spontan vid höga temperaturer.

I de två senare fallen bestäms den temperatur vid vilken spontaniteten ändras av de relativa magnituderna ΔS och ΔH.

## Användning av entropi för bestämning av spontanitet
Vid användning av entropiförändringen av en process för att bedöma spontanitet är det viktigt att noggrant överväga definitionen av systemet och omgivningen. Termodynamikens andra huvudsats säger att en process som innehåller ett isolerat system kommer att vara spontan om systemets entropi ökar med tiden. För öppna eller slutna system måste dock satsen ändras så att den totala entropin i det kombinerade systemet och omgivningen måste öka, eller
{\displaystyle \Delta S_{\text{total}}=\Delta S_{\text{system}}+\Delta S_{\text{surroundings}}\geq 0\,.}
Detta kriterium kan sedan användas för att förklara hur det är möjligt för entropin i ett öppet eller slutet system att minska under en spontan process. En minskning av systementropi kan endast uppstå spontant om entropiförändringen i omgivningen både har positivt tecken och har är större än systemets entropiförändring:
{\displaystyle \Delta S_{\text{surroundings}}>0}
och
{\displaystyle \left|\Delta S_{\text{surroundings}}\right|>\left|\Delta S_{\text{system}}\right|}
I många processer sker ökningen av omgivningens entropi genom värmeöverföring från systemet till omgivningen (dvs. en exoterm process).